# GrapheneOS
GrapheneOS (ранее Android Hardening) — мобильная операционная система с открытым исходным кодом на базе Android для смартфонов Google Pixel, ориентированная на конфиденциальность и безопасность.

## История
Главный разработчик, Дэниел Микей (англ. Daniel Micay), изначально работал над CopperheadOS, пока разногласия по поводу лицензирования программного обеспечения между соучредителями Copperhead Limited не привели к увольнению Микея из компании в 2018 году. После этого Микей продолжил работу над проектом под названием Android Hardening, а в апреле 2019 года проект был переименован в GrapheneOS.
По словам Дэмиена Уайлда (англ. Damien Wilde), из 9to5Google, GrapheneOS вторым после ProtonAOSP выпустила Android 12L для устройств Google Pixel раньше Google.
Приложения GrapheneOS «Secure Camera» и «Secure PDF Viewer», сделанные на основе pdf.js, были выпущены в Google Play и выложены на GitHub.
В мае 2023 года Микей объявил, что ушёл с поста директора Фонда GrapheneOS и ведущего разработчика GrapheneOS из-за того, что «не смог справиться с растущим уровнем преследований, включая недавние нападения с ложным вызовом полиции» («англ. I'm unable to handle the escalating level of harassment including recent swatting attacks»).

## Особенности GrapheneOS

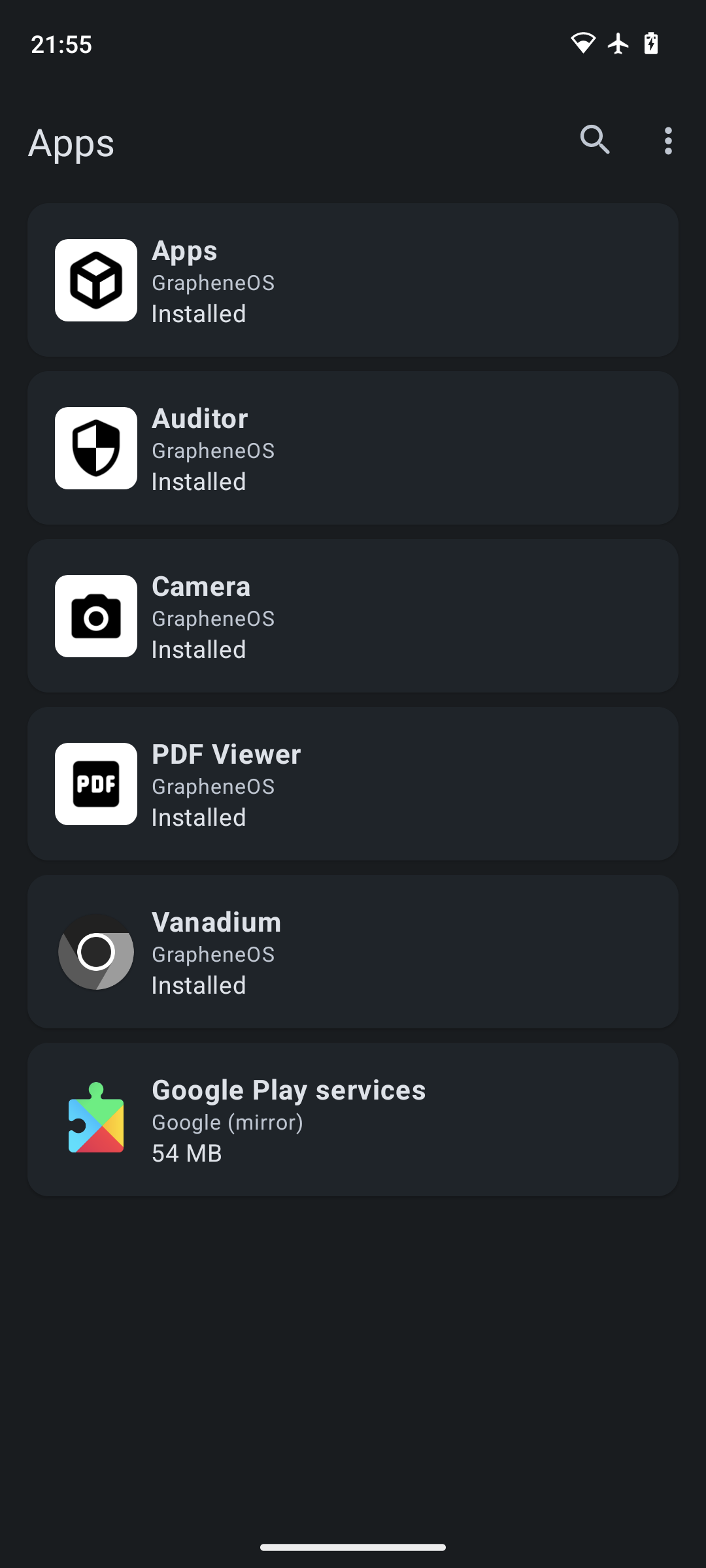
Экран предустановленных приложений GrapheneOS

По состоянию на ноябрь 2023 года GrapheneOS официально поддерживает только устройства Google Pixel.
Приложения Google в GrapheneOS не предустановлены, но пользователи могут установить изолированную версию Сервисов Google из предустановленного приложения Apps. Изолированные сервисы Google предоставляют доступ к Google Play и приложениям, зависящим от Сервисов Google, а также к таким функциям, как push-уведомления и платежи в приложении.
GrapheneOS разработала веб-браузер с повышенной безопасностью на основе Chromium и собственную реализацию WebView под названием Vanadium.
В GrapheneOS реализована возможность отключения доступа к сети, а также возможность отключения доступа к датчикам для каждого установленного приложения GrapheneOS также по умолчанию рандомизирует MAC-адрес для каждого соединения,.
В GrapheneOS имеется опция шифрования PIN-кода для экрана блокировки.
Также в GrapheneOS присутствует приложение Auditor для аттестации (верификации) установленной ОС, которое использует аппаратные средства безопасности смартфона.

## Принятие
В 2019 году, Георг Пихлер (нем. Georg Pichler ) из Der Standard и другие публикации СМИ цитировали слова Эдварда Сноудена в Твиттере: «Если бы я сегодня настраивал смартфон, я бы использовал GrapheneOS Дэниела Микея в качестве базовой операционной системы».
В обсуждении про то, почему сервисы не должны заставлять пользователей устанавливать проприетарные приложения, журналист и сисадмин Леннарт Мюленмайер (нем. Lennart Mühlenmeier) предложил GrapheneOS в качестве альтернативы Apple или Google.
Svět Mobilně и Webtekno повторили рекомендации о том, что GrapheneOS является хорошей заменой стандартного андроида с уклоном на безопасность и конфиденциальность.
В детальном обзоре GrapheneOS, опубликованном в Golem.de, Мориц Треммель (нем. Moritz Tremmel) и Себастьян Грюнер (англ. Sebastian Grüner) заявили, что смогли использовать эту ОС аналогично другим системам на андроиде, наслаждаясь при этом большей свободой от Google. Они отметили, что не заметили никаких отличий из-за дополнительной защиты памяти. Авторы пришли к выводу, что GrapheneOS не может изменить ситуацию, что «устройства Android становятся мусором самое позднее через три года», но «она может лучше защитить устройства в течение оставшегося срока их службы, одновременно защищая конфиденциальность пользователя».
В июне 2021 года в Cellular News были опубликованы обзоры GrapheneOS, KaiOS, AliOS и Tizen OS. Авторы обзора GrapheneOS назвали её «возможно, лучшей мобильной операционной системой с точки зрения конфиденциальности и безопасности». Однако авторы раскритиковали GrapheneOS за неудобство использования, говоря, что «GrapheneOS полностью лишена Сервисов Google и так будет всегда — по крайней мере, по словам разработчиков». Они также заметили «небольшое снижение производительности» и отметили, что «полная загрузка приложения может занять две секунды, даже если это просто настройки смартфона».
В марте 2022 года Джо Федева (англ. Joe Fedewa) в статье для How-To Geek сообщил, что приложения Google не были включены в GrapheneOS из-за опасений по поводу конфиденциальности, и что в GrapheneOS нет магазина приложений по умолчанию. Автор предложил использовать F-Droid в качестве магазина приложений.
В обзоре GrapheneOS, опубликованного в MobileSyrup, Джонатан Ламонт после недели её использования на Pixel 3 заявил, что GrapheneOS продемонстрировала зависимость Android от Google. Он отметил простой процесс установки GrapheneOS и пришёл к выводу, что, в целом, GrapheneOS ему понравилась. Но он раскритиковал процесс работы системы после установки как «часто не такой простой, как при использовании немодифицированного Pixel или iPhone», объяснив свой опыт «чрезмерной зависимостью приложений от Сервисов Google» и отсутствием некоторых «умных» функций в стандартных приложениях клавиатуры и камеры GrapheneOS по сравнению с аналогичным программным обеспечением от Google.
В своих первоначальных впечатлениях за неделю до этого Ламонт говорил, что после простого процесса установки возникли проблемы с разрешениями для приложения Google Сообщения и трудности с импортом контактов. Затем Ламонт заключил: «Тем, кто ищет простоту пользования, лучше избегать GrapheneOS или других версий Android, ориентированных на конфиденциальность, поскольку повышение конфиденциальности часто достигается ценой удобства и простоты использования».
В июле 2022 года Чарли Осборн (англ. Charlie Osborne) из ZDNet предложил тем, кто подозревает заражение своего устройства трояном Pegasus, использовать второе устройство с GrapheneOS для безопасной связи.
В январе 2023 года швейцарский стартап Apostropy AG анонсировал платную операционную систему AphyOS, также основанную на Android, с сервисами, созданными на базе GrapheneOS.